# پیام زن

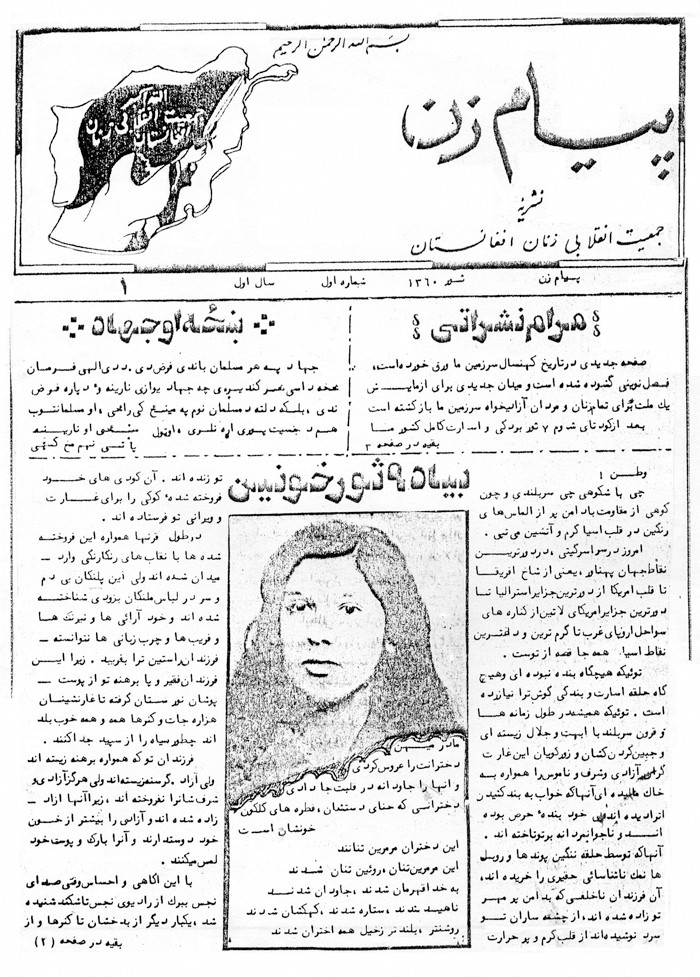
جلدِ اوّلین شمارهٔ پیام زن

پیام زن ارگان نشراتی سازمان جمعیت انقلابی زنان افغانستان (راوا) است که نظرات، تحلیل‌ها و مواضع این سازمان در آن انعکاس می‌یابد و در ضمن گزارش‌هایی از نقض حقوق بشر در افغانستان در آن انتشار می‌یابند.
مینا کشور کمال رهبر و بنیان‌گذار جمعیت انقلابی زنان افغانستان در سال ۱۳۶۰ اولین شماره مجله «پیام زن» را منتشر نمود. وی همچنان شبنامه‌هایی را نیز می‌نوشت و پخش می‌کرد.

مینا در حال مصاحبه با تلویزیون بلژیک در سال ۱۹۸۲

پیام زن از آن تاریخ تا به حال با وقفه‌هایی انتشار می‌یابد و به خاطر لحن تند و حملاتش علیه روشنفکرانِ به گفته «راوا» خادی ـ جهادی، شهرت دارد. این نشریه بدون ملاحظه کاری و دیپلماسی به مسایل برخورد می‌کند و همیشه احزاب بنیادگرا را دشمن مردم افغانستان خوانده افشا می‌کند.

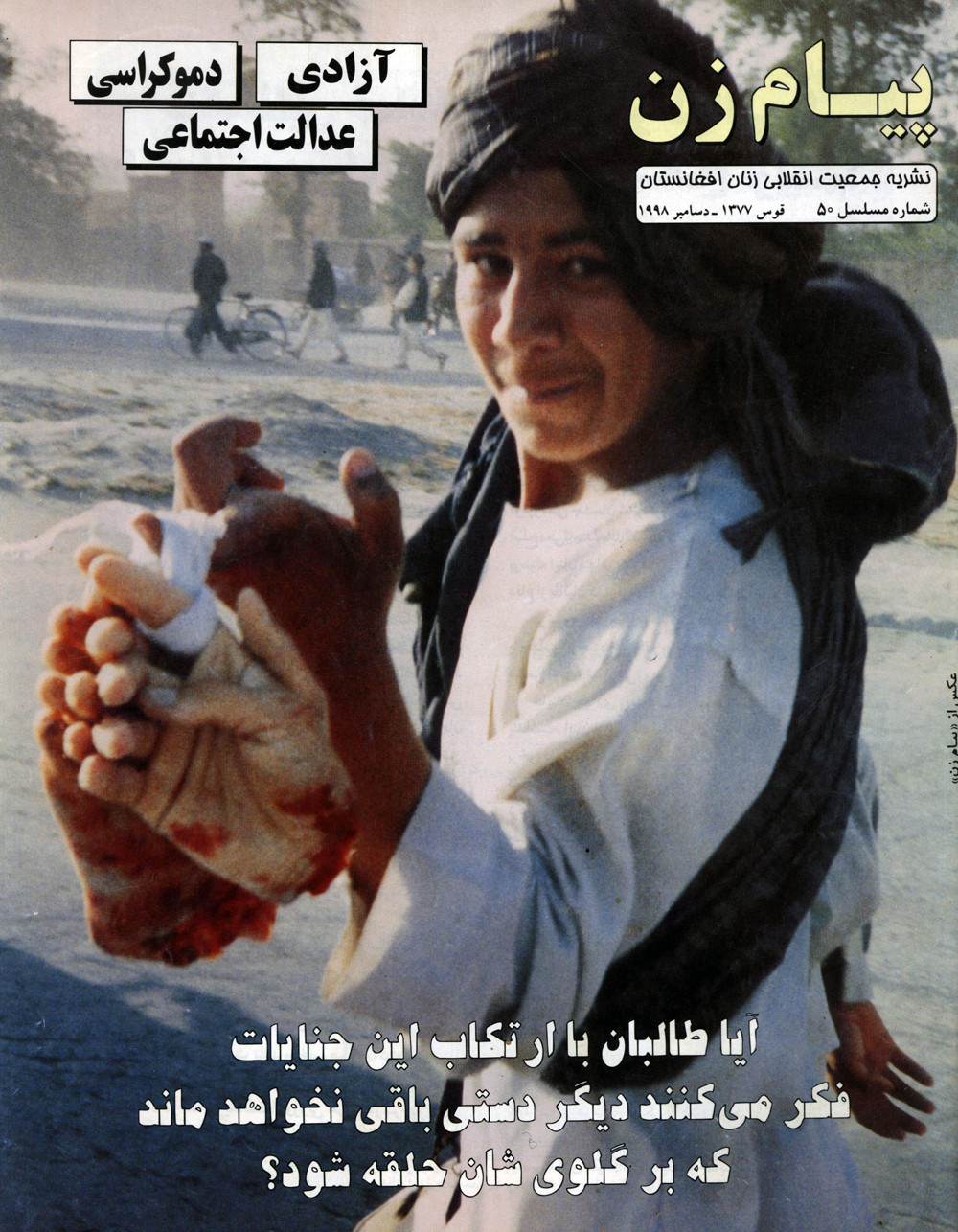
شماره ۵۰ پیام زن، با تصویری از قطع دست بوسیله طالبان که مخفیانه بوسیله «راوا» عکاسی شده.

این مجله معمولاً با جلد رنگه در بیش از یکصد صفحه انتشار می‌یابد و عمدتاً در افغانستان و پاکستان پخش می‌شود. مطالب آن همزمان بروی شبکه اینترنت نیز به صورت رایگان در دسترس قرار می‌گیرند.